# Gaël Bigirimana
Gaël Bigirimana (Pronúncia em kirundi: [ɡaˈeːl βiɟiriˈmaːnaː]; Bujumbura, 22 de outubro de 1993) é um futebolista burundinês que atua como meia. Atualmente joga pelo Coventry City, emprestado do Newcastle United.
Natural do Burundi, Gaël se mudou para o Reino Unido com sua família na situação de refugiado em 2004 e escolheu representar a Inglaterra no nível sub-20 em 2013, mais tarde representando seu país de nascimento em 2015.

## Clubes

### Coventry City
Gaël nasceu em Bujumbura, Burundi mas se mudou ao Reino Unido com sua família na situação de refugiado em 2004, tendo anteriormente se abrigado por um tempo em Uganda. Foi escolhido para testes na academia de treinamento do Coventry City após perguntar sobre tal no local.
Graduando-se das categorias de base dos Sky Blues para assinar seu primeiro contrato profissional pelo clube em junho de 2011 e integrando a equipe principal na pré-temporada para a campanha de 2011–12, Gaël fez sua estreia profissional em 8 de agosto de 2011 na derrota por 1 a 0 contra o Leicester City pela Championship, jogando os 90 minutos inteiros.
Em 12 de março de 2012, Gaël conquistou o Prêmio de Aprendiz do Ano da Championship da temporada 2011–12. Venceu Jonathan Williams, do Crystal Palace e Jordan Obita, do Reading na disputa.

### Newcastle United
Em 6 de julho de 2012, Gaël assinou pelo Newcastle United, clube da Premier League, num contrato que duraria cinco anos. Sua estreia competitiva veio em 23 de agosto de 2012, no empate em 1 a 1 do Newcastle com o Atromitos, da Grécia, pela quarta ronda eliminatória da Liga Europa da UEFA, antes de fazer seu debut da Premier League em 2 de setembro de 2012, no empate em 1 a 1 com o Aston Villa entrando como substituto para Danny Simpson, contundido. Fez seu primeiro gol profissional em 3 de dezembro para completar a vitória por 3 a 0 contra o Wigan Athletic após dois gols de Demba Ba.

### Rangers (empréstimo)
Em 2 de fevereiro de 2015, Gaël foi emprestado ao Rangers até o fim da temporada 2014–15.

### Coventry City (empréstimo)
Em 16 de novembro de 2015, Gaël retornou ao Coventry City num empréstimo emergencial que duraria até 3 de janeiro de 2016.

## Seleção nacional
Em abril de 2012, Gaël expressou seu desejo de jogar por Ruanda a nível de seleção. Ele foi mais tarde considerado como possível convocação de Ruanda para a fase de qualificação do Campeonato Africano Sub-20 de 2013. Em outubro, Gaël constatou que havia rejeitado uma convocação internacional de Burundi por causa da instabilidade política no país.
Em maio de 2013, Gaël foi convocado para a seleção provisória da Inglaterra para a Campeonato Mundial de Futebol Sub-20 de 2013. Fez sua estreia em 16 de junho, na vitória por 3 a 0 contra a seleção uruguaia do mesmo escalão, num jogo de treinamento.
Em 2015, Gaël fez sua estreia pela seleção de Burundi durante as eliminatórias da Copa do Mundo FIFA de 2018 como titular contra a República Democrática do Congo.

## Vida pessoal
Bigirimana é filho de um pai burundinês e uma mãe ruandesa.

## Títulos

### Individuais
- Prêmio de Aprendiz do Ano da Championship: 2011–12[7]